# گورستان مریان۴
گورستان مریان۴ مربوط به عصر آهن دو است و در شهرستان طوالش، بخش مرکزی، روستای مریان واقع شده و این اثر در تاریخ ۱۹ مرداد ۱۳۸۴ با شمارهٔ ثبت ۱۲۸۲۰ به‌عنوان یکی از آثار ملی ایران به ثبت رسیده است.